# Гвинейская соня
Гвинейская соня (Graphiurus surdus) — вид грызунов рода африканские сони семейства соневые. Обитает в Камеруне, Демократической Республике Конго, Экваториальной Гвинее и Габоне. Естественная среда обитания — тропические и субтропические влажные низменные леса.